# Rosa Rodríguez
Pour les articles homonymes, voir Rodríguez.
Rosa Andreína Rodríguez Pargas  (née le 2 juillet 1986 à Acarigua) est une athlète vénézuélienne, spécialiste du lancer du marteau.

## Biographie
En juin 2012, Rosa Rodríguez remporte le concours du lancer du marteau lors des championnats ibéro-américains avec un jet à 71,76 m, record des championnats. Elle devance l'Argentine Jennifer Dahlgren et la Colombienne Eli Moreno.

## Palmarès
| Date | Compétition                                      | Lieu                 | Résultat | Marque  |
| ---- | ------------------------------------------------ | -------------------- | -------- | ------- |
| 2005 | Championnats d'Amérique du Sud                   | Cali                 | 3e       | 61,51 m |
| 2008 | Championnats ibéro-américains                    | Iquique              | 1re      | 65,96 m |
| 2009 | Championnats d'Amérique du Sud                   | Lima                 | 4e       | 60,66 m |
| 2009 | Championnats d'Amérique centrale et des Caraïbes | La Havane            | 2e       | 69,06 m |
| 2010 | Championnats ibéro-américains                    | San Fernando         | 2e       | 68,37 m |
| 2010 | Jeux d'Amérique centrale et des Caraïbes         | Mayagüez             | 2e       | 64,16 m |
| 2011 | Championnats d'Amérique du Sud                   | Buenos Aires         | 3e       | 67,28 m |
| 2011 | Championnats d'Amérique centrale et des Caraïbes | Mayagüez             | 2e       | 65,74 m |
| 2011 | Jeux mondiaux militaires                         | Rio de Janeiro       | 3e       | 67,16 m |
| 2011 | Jeux panaméricains                               | Guadalajara          | 8e       | 64,78 m |
| 2012 | Championnats ibéro-américains                    | Barquisimeto         | 1re      | 71,76 m |
| 2013 | Championnats d'Amérique du Sud                   | Carthagène des Indes | 1re      | 68,38 m |
| 2015 | Championnats d'Amérique du Sud                   | Lima                 | 1re      | 71,66 m |
| 2015 | Jeux panaméricains                               | Toronto              | 1re      | 71,61 m |
| 2015 | Championnats du monde                            | Pékin                | 11e      | 67,78 m |
| 2015 | Jeux mondiaux militaires                         | Mungyeong            | 3e       | 67,54 m |
| 2016 | Jeux olympiques                                  | Rio de Janeiro       | 10e      | 69,26 m |
| 2018 | Jeux sud-américains                              | Cochabamba           | 2e       | 70,93 m |
| 2018 | Jeux d'Amérique centrale et des Caraïbes         | Barranquilla         | 1re      | 67,91 m |
| 2018 | Championnats ibéro-américains                    | Trujillo             | 2e       | 67,93 m |
| 2019 | Championnats d'Amérique du Sud                   | Lima                 | 2e       | 66,45 m |
| 2019 | Jeux panaméricains                               | Lima                 | 3e       | 69,48 m |
| 2022 | Jeux sud-américains                              | Asunción             | 1re      | 68,90 m |
| 2023 | Jeux d'Amérique centrale et des Caraïbes         | San Salvador         | 1re      | 71,62 m |
| 2023 | Championnats d'Amérique du Sud                   | São Paulo            | 1re      | 68,12 m |
| 2023 | Jeux panaméricains                               | Santiago             | 2e       | 71,59 m |
| 2024 | Championnats ibéro-américains                    | Cuiabá               | 1re      | 70,95 m |

## Records
| Épreuve           | Marque  | Lieu         | Date        |
| ----------------- | ------- | ------------ | ----------- |
| Lancer du marteau | 73,64 m | Barquisimeto | 16 mai 2013 |